# دانشکده علوم پزشکی کاشمر
دانشکده علوم پزشکی کاشمر با نام سابق دانشکده پرستاری کاشمر یک دانشکده از نوع علوم پزشکی در کاشمر، استان خراسان رضوی است که در سال ۱۳۸۸ تأسیس شده و در سال ۱۴۰۲ از دانشکده پرستاری به دانشکده علوم پزشکی ارتقا یافت.